# Mahamalar
Mahamalar är en ort i Azerbajdzjan.   Den ligger i distriktet Balakən Rayonu, i den nordvästra delen av landet, 300 km nordväst om huvudstaden Baku. Mahamalar ligger 389 meter över havet och antalet invånare är 4 752.
Terrängen runt Mahamalar är varierad. Närmaste större samhälle är Belokany, 1,4 km sydväst om Mahamalar. 
Omgivningarna runt Mahamalar är en mosaik av jordbruksmark och naturlig växtlighet. Runt Mahamalar är det ganska tätbefolkat, med 96 invånare per kvadratkilometer.